# Andrei Ilienko
Andrei Ilienko (georgisch ანდრეი ილიენკო; * 16. August 1994 in Sankt Petersburg, Russland) ist ein georgischer Eishockeytorwart, der seit 2012 bei den Fiery Crusaders Tbilisi in der georgischen Eishockeyliga spielt.

## Karriere
Ilienko begann seine aktive Laufbahn bei KFKiSET SPbGU St. Petersburg aus seiner Geburtsstadt in der örtlichen Studentenliga. Seit 2012 spielt er für die Fiery Crusaders Tbilisi in der georgischen Eishockeyliga.

### International
Ilienko trat international erstmals bei der Weltmeisterschaft 2015 in Erscheinung, als er für die Georgische Nationalmannschaft in der Division III auf dem Eis stand und mit seiner Mannschaft Platz fünf von sieben Teams belegte. Obwohl er hinter seiner Abwehr im Schnitt 9,13 Gegentore pro Spiel kassierte, wurde er dennoch zum besten Torhüter des Turniers gewählt. Im Folgejahr erreichte er mit 92,06 % die zweitbeste Fangquote des Turniers hinter dem Luxemburger Gilles Mangen und trug damit entscheidend zum zweiten Platz der Georgier in der Division III bei. Bei der 2017 erreichte er hinter dem Luxemburger Philippe Lepage und dem Taiwaner Liao Yu-Cheng die drittbeste Fangquote. Auch 2018 spielte er in der Division III und trug mit dem geringsten Gegentorschnitt und der drittbesten Fangquote hinter dem Türken Muhammed Karagül und dem Südafrikaner Charl Pretorius zum erstmaligen Aufstieg der Georgier in die Division II bei. Dort spielte er dann bei den Weltmeisterschaften 2019 und 2022. Zudem vertrat er seine Farben bei der Qualifikation für die Olympischen Winterspiele in Pyeongchang 2018.

## Erfolge und Auszeichnungen
- 2015 Bester Torhüter der Weltmeisterschaft der Division III
- 2018 Aufstieg in die Division II, Gruppe B, bei der Weltmeisterschaft der Division III
- 2018 Geringster Gegentorschnitt bei der Weltmeisterschaft der Division III
- 2022 Aufstieg in die Division II, Gruppe A, bei der Weltmeisterschaft der Division II, Gruppe B